# Pavillon Tschehel Sotun

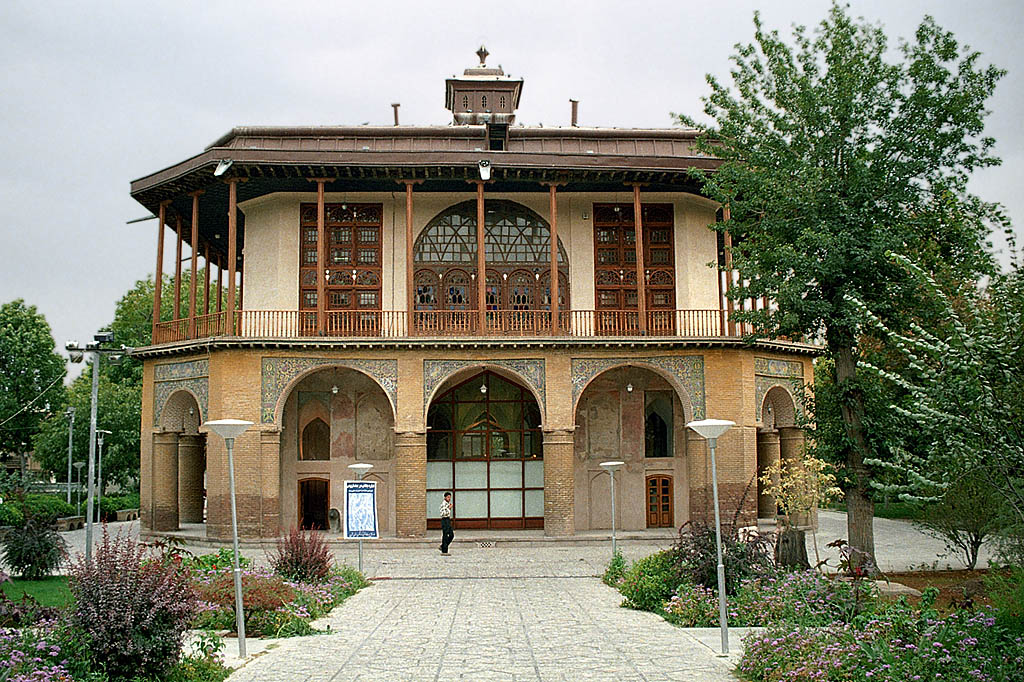
Der Pavillon Tschehel Sotun in der Stadt Qazvin wurde im 16. Jahrhundert unter dem Safawiden Schah Tahmasp (Regentschaft von 1524 bis 1576) erbaut

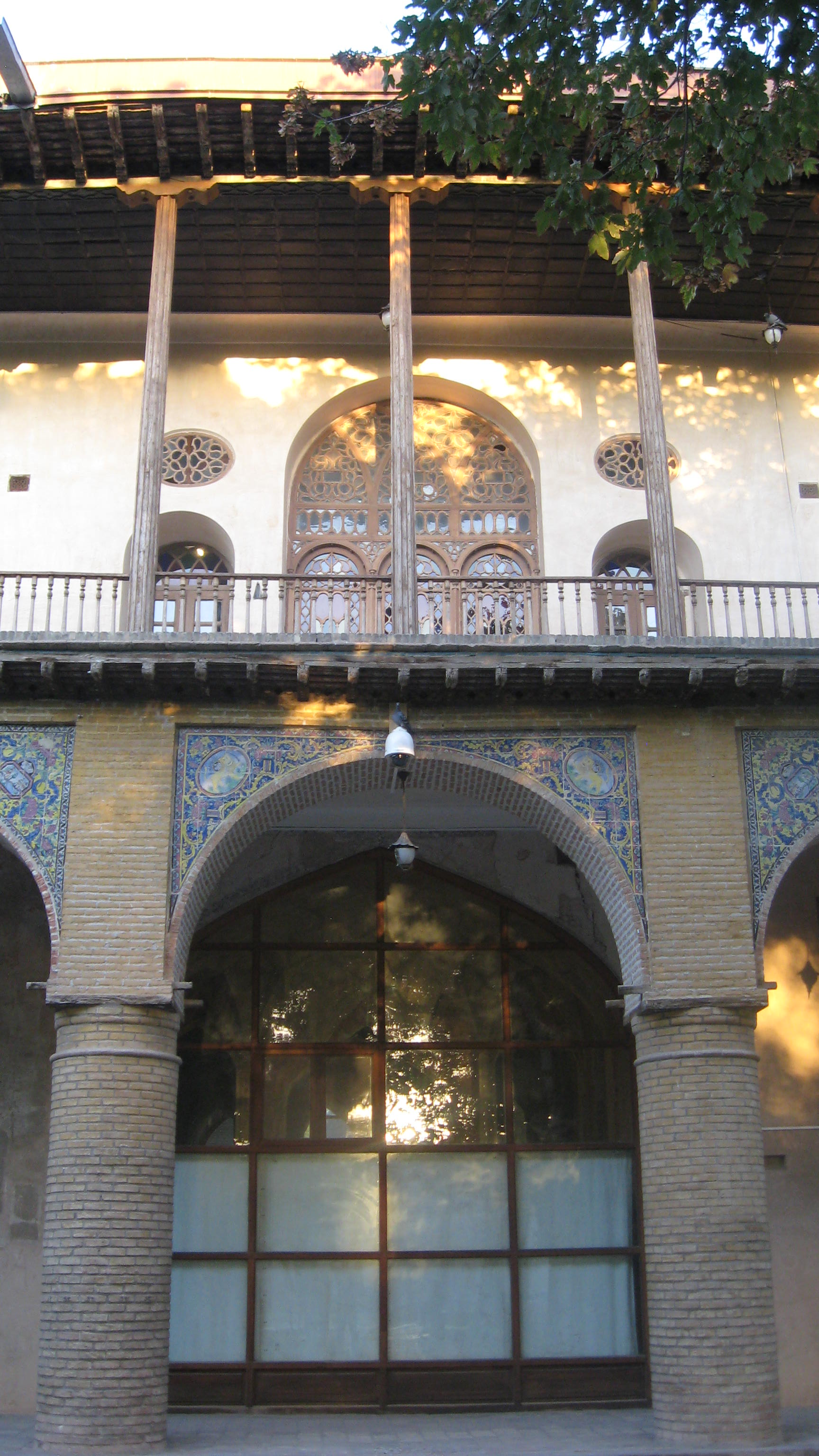
Rückfront

Der Pavillon Tschehel Sotun, persisch كاخ چهل ستون, DMG kāḫ-e čehel sotūn, ‚Palast der vierzig Säulen‘, auch „Vierzigsäulenpalast“, englische Umschrift Chehel Sotoon, ist ein safawidischer zweistöckiger Gartenpalast aus dem frühen 16. Jahrhundert in Qazvin, Iran. Er ist der einzige Palast, der in Qazvin erhalten ist.

## Aufbau
Der Pavillon liegt im Zentrum der Stadt, gegenüber dem „Meydan-e Azadi“. Erbaut wurde er 1510. Er wurde auf Befehl des zweiten Schahs der Safawidendynastie, Abu’l-Fatḥ Ṭahmāsp, erbaut, der darin seinen Königssitz einrichtete. Er beauftragte ʿAbdi Beg Shirazi (1515–1580), ein Gedicht (Chamsa) mit dem Titel Jannat al-ʿadnān zu komponieren, das den Aufbau des Palastes und seine architektonischen Verzierungen in großem Detail beschreibt.
Da der Pavillon einst ein spitzes Dach hatte, das an einen Hut erinnert haben soll, heißt er im Volksmund noch heute „Kolāh-e Farangī“ (DMG-Umschrift von persisch كلاه فرنگى, ‚Hut der Franken‘). Das Bauwerk ist von einem Arkadengang umgeben. Der Arkadengang ist von allen Seiten durch Portale zugänglich. Den oberen Stock umläuft eine Galerie, von welcher aus mittels 32 Zedernholzsäulen das Dach getragen wird.
Im Erdgeschoss befindet sich eine öffentliche Halle (Iwan). Diese ist mit Fliesenmosaiken verziert. Weiterhin finden sich Reste von Wandmalereien mit Szenen aus Nezamis Chamsa im Stil der zeitgenössischen Buchmalerei, aber lebensgroß. Unter den Kadscharen wurden sie mit Gips bedeckt und später kunstvoll restauriert. Weitere Fresken im privaten Teil des Palastes zeigten den Schah auf der Jagd, Reiterspiele und seine Feldzüge gegen die Osmanen und Georgier. Sie sind aber nicht erhalten.

## Umgebung
Südlich des Pavillon Tschehel Sotun schloss das Ali-Qapu das Regierungsgelände ab, östlich lag der Harem mit seinen Gartenanlagen. Im Westen lag der Meydan.

## Geschichte
Schah Abbas der Große soll 1588 im Pavillon gekrönt worden sein, bevor er zehn Jahre später seinen Regierungssitz von Qazvin nach Isfahan verlegte.
Heute beherbergt der Pavillon ein Museum für kalligrafische Werke.